# Emmanuel Ndong Mba
Emmanuel Ndong Mba (4 de maio de 1992) é um futebolista profissional gabonense que atua como meia.

## Carreira
Emmanuel Ndong Mba fez parte do elenco da Seleção Gabonense de Futebol da Olimpíadas de 2012.